# سیارک ۶۱۰۷
سیارک ۶۱۰۷ (به انگلیسی: 6107 Osterbrock، نامگذاری:1948AF) شش هزار و صد و هفتمین سیارک کشف شده‌است که در ۱۴ ژانویه ۱۹۴۸ کشف شد.
قدر مطلق سیارک برابر ۱۴٫۳۰ است.